# Eliseo Grenet
Eliseo Grenet Sánchez (Havana, 12 de junho de 1893 - Havana, 4 de novembro de 1950) foi um compositor e pianista cubano.
Começou a estudar música na infância e anos depois estudou no Conservatório Nacional de Música em Havana, e ainda, na adolescência, foi pianista em sessões de cinema (na época, o cinema sendo mudo, a trilha sonora era executada pelo próprio exibidor).
Em 1925, fundou uma banda de jazz e algumas de suas composições tornaram-se sucessos nacionais. Em 1932, teve que deixar seu país por força política, pois uma de suas músicas fazia referências aos problemas cubanos. Morando e trabalhando na Europa, foi maestro de operetas em Barcelona e Paris. No final da década de 1930, ele fundou uma casa de shows na Broadway, na cidade de New York.
Nos Estados Unidos, fez arranjos e composições para shows musicais, peças gravadas e filmes. Seus trabalhos tinham a influência do afrocubanismo.